# Germanië

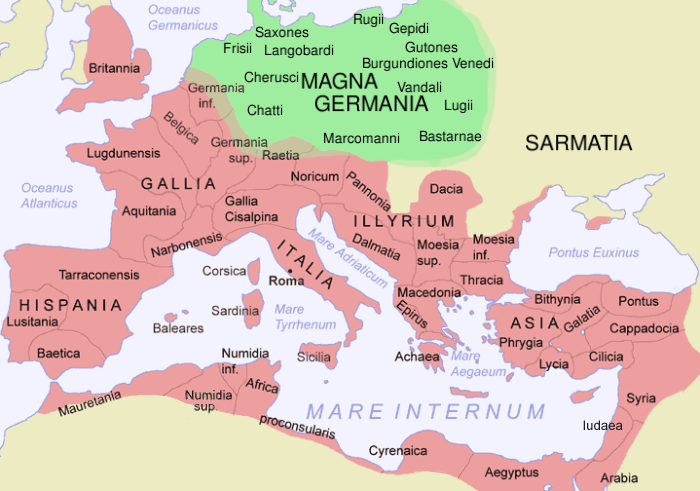
Germania Magna ('Groot-Germanië') in het jaar 116 AD, met de toen belangrijkste stammen.

Germanië (verouderd Nederlands: Germanje; Latijn: Germania) was ruwweg het gebied ten noorden van de Donau en ten oosten en noorden van de Rijn (met nog een gedeelte ten westen van de Rijn), waar de Germaanse stammen woonden. De Romeinen gaven in 1e eeuw voor Christus aan dit gebied zijn naam, toen zij voor het eerst met de bewoners in aanraking kwamen.
Tegenwoordig is Germania in het Italiaans en Germany in het Engels nog altijd de naam van het huidige Duitsland. In het Nederlands betekent Germanië (in ruime zin) het Germaanstalige Europa.

## Begrenzing
Algemeen wordt de westgrens van Germanië vereenzelvigd met de Rijn, met de Oude Rijn als grens tot aan de Mare Germanicum (Germaanse Zee), de Romeinse naam voor de huidige Noordzee. Uit geschriften van de Romeinse generaal Julius Caesar blijkt echter dat er ook Germanen aan deze kant van de Rijn woonden ('Germani cisrhenani'), waar vanuit Romeins oogpunt de west- en zuidoevers van de rivier moeten worden bedoeld. De oostgrens werd door de Romeinen aangegeven als de Vistula, de Wisła in het huidige Polen; deze was de scheiding tussen Germanië en Sarmatië. De Donau was de zuidelijke grensrivier, terwijl het noorden nog onbekend was; Scandia (Scandinavië) werd aangemerkt als een 'eiland', waar het gaat om het zuiden van Zweden, Skåne of Schonen; Denemarken werd tot Germanië gerekend.

## Geschiedenis

### Het Romeinse Germanië (Inferior en Superior)

De provinciae Inferior en Superior eind 1e eeuw.

Het Romeinse Rijk kwam militair-politiek voor het eerst in aanraking met Germanië tijdens de campagnes van Caesar om Gallië te veroveren. Het deel van Germanië ten westen van de Rijn veroverde hij reeds in 57 v.Chr.. Hij verdeelde het in twee militaire grensgewesten en voegde deze toe aan de provincie Belgica.
Stilaan wordt het bezette Germanië dan toch geromaniseerd door de aanwezigheid van de troepen en in de Claudische tijd verlegt men de grenzen naar de Hoog-, Boven- en Midden-Rijn. Onder de Flavii komen Wetterau, Odenwald en de decumates agri in handen, wat het verkeer tussen de Donau en de Rijn vergemakkelijkt.
In het jaar 90 verhief keizer Domitianus de twee grensgewesten van Belgica tot volwaardige provincies: Germania Inferior (met als hoofdstad Colonia Agrippina, het huidige Keulen) en Germania Superior (met als hoofdstad Moguntiacum, het huidige Mainz). De aanleg van limes (grensposten) en de haast onwezenlijke uitbreidingen door Hadrianus en Antoninus Pius, dienen zowel voor grenscontrole als voor insluiting van het Germaanse gevaar.
De provincies Germania Inferior en Superior bleven tot ongeveer 400 in Romeins bezit, toen de Germaanse stammen binnenvielen tijdens de Grote Volksverhuizing. De Romeinen werden verdreven door de Franken, waarna het gebied tot aan de Zomme werd gegermaniseerd.

### Een nieuwe provincie?

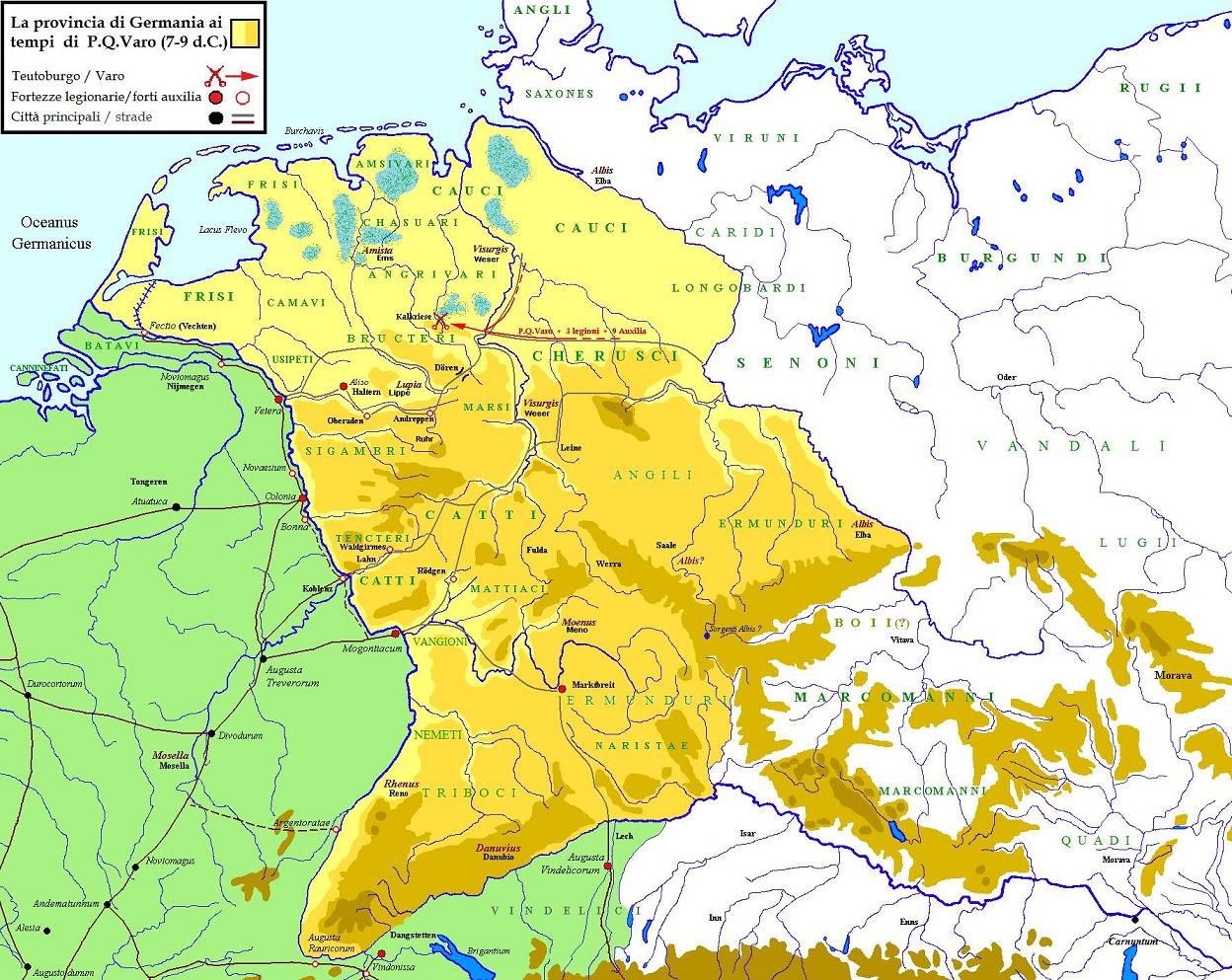
De geplande provincie Germania in de jaren 7-9 n.Chr.. De precieze oostgrens en de locatie van de Slag in het Teutoburgerwoud zijn onzeker.

Tweemaal - in 55 en 53 v.Chr. - stak Julius Caesar de Rijn over om de Germanen de macht van Rome te tonen. Zijn relatie met de Germanen was echter moeizaam. Hij ging zowel overeenkomsten als conflicten met de stammen en hun leiders aan. Al met al was de relatie niet duurzaam, omdat Rome geen verdrag kon afsluiten voor heel Germanië, dat in tegenstelling tot het Romeinse Rijk geen eenheid vormde, maar verdeeld was in kleine stamgebieden.
In 13 of 12 v.Chr. begon Nero Claudius Drusus een nieuwe fase, waarbij hij streefde naar de inname van de rechteroever van de Rijn (cf. infra) tot aan de Elbe als buffer voor de militaire én politieke vrede van Rome en Gallië. Hierdoor ontstaat naast een geografisch Germania ook een politiek tegenhanger; voor korte tijd beheersten de Romeinen Germanië ten westen van de Elbe.
Toen Drusus in 9 v.Chr. stierf, zette Tiberius zijn werk voort, met als doel het bezette Germania tussen Rijn en Elbe om te vormen tot een Romeinse provincia. Het rijk van de Marcomanni onder Marbod vormde een gevaar voor het Romeinse Rijk. Een campagne tegen hen moest worden afgebroken wegens een opstand in Pannonia (6 tot 9 n.Chr.).  In 7 n.Chr. werd Publius Quinctilius Varus de eerste civiele stadhouder van de nieuwe provincia Germania, maar de provincievorming is dan nog niet geheel veiliggesteld. Via bekende routes, heerwegen en waterlopen drongen de in Germania gelegerde legioenen verder door.  Nadat Varus in 9 bij het Teutoburgerwoud een nederlaag leed tegen de verenigde Germanen onder Arminius, werd het aantal legioenen opgetrokken tot acht en verdeeld in een exercitus Germanicus inferior en een exercitus Germanicus superior. De politiek van provincievorming werd voortgezet door Drusus’ zoon Germanicus, die door Tiberius, die ondertussen keizer was, werd  geadopteerd.

### Het onbezette Germanië

De Germaanse stammen halverwege de eerste eeuw.

Wanneer Germanicus door Tiberius werd teruggeroepen in 16, bestond de politiek erin, het beveiligen van Gallia en Rome. Er werden slechts nog enkele troepen gestationeerd in Germania en de rest werd teruggetrokken tot aan de Rijn. Claudius, die zijn soldaten nodig had voor de verovering van Britannia, besliste uiteindelijk om verdere acties ten oosten van de Rijn te staken en de Rijn als vaste grens van het rijk in West-Europa te kiezen. De volgende keizers hebben deze politiek grotendeels nagevolgd. Tot aan de derde eeuw bleven de betrekkingen tussen de Romeinen en de Germanen van het onbezette Germanië (dat zij Germania Magna (Groot-Germanië) of Germania libera (vrij Germanië) noemden) redelijk vriendschappelijk. Een intensieve handel groeide tussen de twee invloedssferen en vele Germaanse krijgers namen als huurling dienst in het Romeinse leger. Na hun 25-jarige diensttijd waren deze veelal sterk geromaniseerd en, als ze terugkeerden naar hun stam in vrij Germanië, beïnvloedden ze hiermee ook hun stamgenoten met Romeinse gebruiken. Geleidelijk namen de Germanen zo dus veel Romeinse gebruiken over waarvan een van de belangrijkere het pas ontstane Christendom was.
Lange tijd hield de door Augustus en zijn opvolgers opgelegde Pax Romana stand en heerste over het algemeen vrede en welvaart in het Rijk. Op het eind van de tweede eeuw verschenen de eerste barsten hierin. Tijdens de crisis van de derde eeuw werd het Romeinse Rijk geplaagd door economische en politieke crisissen. Grote schade richtten de interne strijd van de vele soldatenkeizers aan. Feitelijk was het rijk decennialang in burgeroorlogen verwikkeld en werd de grensverdediging gevaarlijk verwaarloosd. De Germanen van over de Rijn grepen deze kans om de verzwakte grensverdediging te doorbreken en grote delen van Gallia te plunderen. Begin 21e eeuw is er een Romeins slagveld bij Kalefeld gevonden, waar een gevecht tussen Germanen en Romeinen moet hebben plaatsgevonden in de eerste helft van de 3e eeuw, maar wat er precies gebeurd is blijft nog onduidelijk.

### Staatsvorming in vrij Germania
In Germanië was aanvankelijk geen sprake van vaste politieke entiteiten; men kan in de meeste gevallen niet van staten spreken, eerder van stamgebieden; de Germanen vormden allerminst een eenheid en bestonden uit losse stamverbanden (vaak in wisselende combinaties) die door de Romeinen soms als afzonderlijke volken werden aangeduid. Niettemin ontstonden nu en dan grotere politieke eenheden, naargelang de aanwezige machtshebber zijn gezag hierover kon uitoefenen. Bekend is het koninkrijk van de Marcomannen onder leiding van Marbod in Bohemen. Pas eind 4e eeuw is er sprake van meer staatsvorming in het grote Germanië, zoals Allemannië (eind 4e eeuw), Thüringen (ca. 400), Bourgondië (ca. 408, rond Worms). Het Frankische Rijk, dat halverwege de 4e eeuw ontstond in Germania Inferior, was lang verbonden met dat van de Romeinen; gaandeweg veroverden de Franken ook gebieden ten oosten en noorden van de Rijn, en uiteindelijk ook streken die nooit tot het Romeinse Rijk hadden behoord.
De verdwijning van het West-Romeinse Rijk in de 5e eeuw maakte ruimte voor Germanen om zich staatkundig te organiseren zodra ze zich in nieuw gebied gevestigd hadden. De stammen die achterbleven in Germanië deden daar beduidend langer over. Rond 600 kwam een Fries koninkrijk van betekenis, het zogenaamde 'Magna Frisia' op aan de Noordzee, en om dezelfde tijd ontstond het stamhertogdom Saksen aan de oevers van de Wezer, waar men in de 7e eeuw hertogen begon te kiezen. Beide staten kwamen in oorlog met het zich uitbreidende Frankische Rijk en werden langzamerhand ingelijfd en gekerstend. De Rugiërs vestigden tijdelijk een koninkrijk in Noricum (5e eeuw), de Bajuwaren stichtten in de 6e eeuw hun stamhertogdom tussen de Alpen en Bohemen, ruwweg waar eeuwen eerder de Marcomannen leefden. Pas tegen de 9e eeuw was geheel Germanië staatkundig georganiseerd en verdween de naam Germanië om een grote regio met stamverbanden aan te duiden.

### Germaanse rijken na het Romeinse Rijk

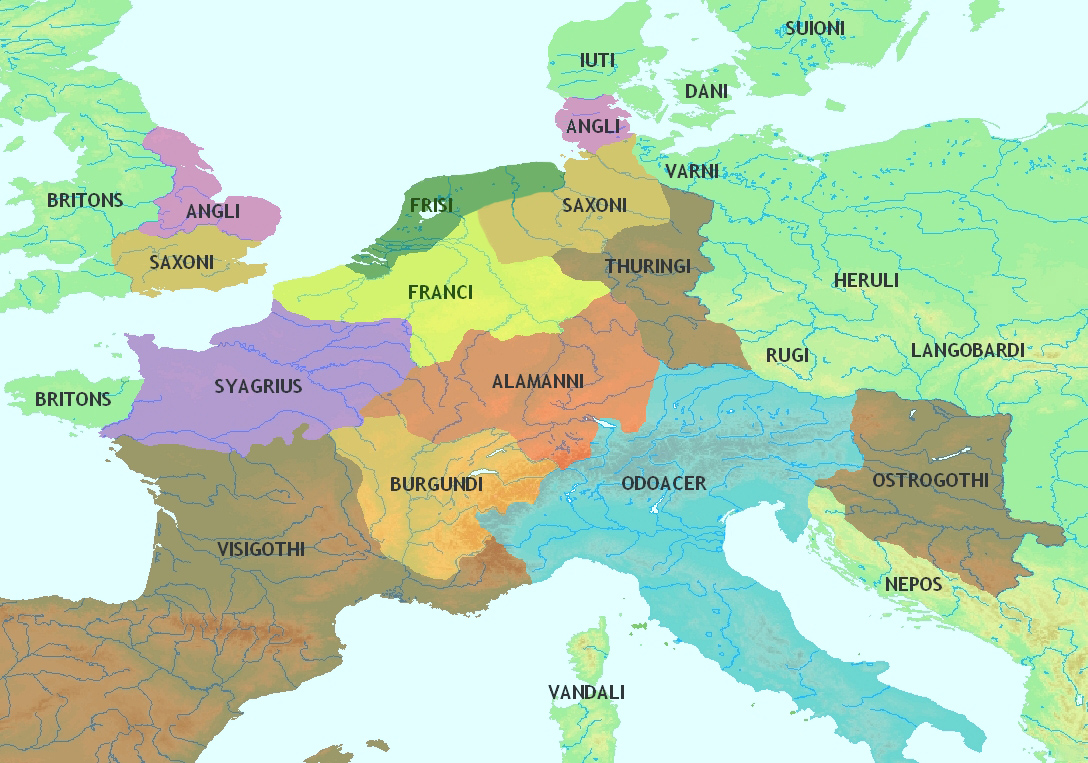
Germaanse koninkrijken rond 480; Germanië raakt steeds meer politiek georganiseerd terwijl het Romeinse Rijk uiteenvalt.

Diocletianus en Constantijn wisten intern in het Rijk orde op zaken te stellen en de grens tegen 300 weer te herstellen. In de volgende eeuw bleek echter dat de Romeinen en Germanen meer op gelijke sterkte waren gekomen en vonden steeds frequentere invallen plaats. Rond het jaar 400 raakt het Rijk door interne problemen zodanig verzwakt dat het steeds meer moeite heeft om de Germaanse stammen tegen te houden. Niet langer in staat om de invallers tegen te houden besluiten de Romeinen de stammen als foederati (bondgenoten) op te nemen in het Rijk. Ze bieden hen een woongebied aan, vaak op voorwaarde dat ze hielpen de grenzen te verdedigen tegen nieuwe invallende stammen (een nieuwe versie van verdeel en heers). De "bondgenoten" veroorzaken nieuwe problemen en verzwakken daarmee het Rijk nog meer, totdat het niet langer in staat is om de grenzen te bewaken. Steeds meer volken melden zich aan de grens en dringen het Rijk binnen. Deze periode staat bekend als de Grote Volksverhuizing. De binnengevallen Germanen stichtten verscheidene koninkrijkjes op hun bezette deel van het Romeinse Rijk en poogden hun grondgebied uit te breiden en tegelijk zich te verzelfstandigen ten opzichte van Rome. Dit leidde soms tot oorlogen tussen de Romeinen en de Germaanse foederati, die de laatsten steeds vaker wonnen, met vaak het gevolg dat ze zich volledig onafhankelijk konden maken. In snel tempo, tussen 400 en 470, kromp het West-Romeinse Rijk tot het kerngebied van Italia, waarna het in 476 bij de afzetting van de laatste keizer verdween.
De Germanen (met name de Franken, Visigoten, Ostrogoten, Sueven, Vandalen, Bourgondiërs en Longobarden) stichtten in het voormalige gebied van het Romeinse Rijk hun eigen rijken. Maar in plaats van de Germaanse taal en cultuur over te brengen op de inheemse bevolking, pasten in de meeste gebieden de Germanen zich juist aan aan de Romaanse bevolking die zij hadden onderworpen.

Na verloop van tijd werden Germanië (met uitzondering van Oost-Germanië, een gebied dat ongeveer overeenkomt met het huidige Polen, Tsjechië en Slowakije) Frankrijk en Noord-Italië opgenomen in het Frankische Rijk. Na de opsplitsing van dit rijk in 843 in drie delen, voerden West-Francia en Oost-Francia tot 925 een oorlog om het Middenrijk, die Oost-Francia won. Hierna evolueerde Oost-Francia tot het Heilige Roomse Rijk, dat alle gebieden van het voormalige Germanië omvatte, op enkele gebieden in het oosten na, waar zich Slavische volkeren hadden gevestigd.

## Beknopte bibliografie
- R. Wiegels, art. Germani, Germania (1IIB), in NP 4 (1998), klm. 957 - 961.